# Amt Lichtenau (Westfalen)
Das Amt Lichtenau war bis 1974 ein Amt im ostwestfälischen Kreis Büren in Nordrhein-Westfalen. Seine historischen Vorgänger waren das gleichnamige Amt im Hochstift Paderborn sowie der Kanton Lichtenau.

## Vorgeschichte

### Das Amt Lichtenau im Hochstift Paderborn
Das erste Amt Lichtenau war vom ausgehenden Mittelalter bis zu den Napoleonischen Kriegen eine Verwaltungseinheit im Hochstift Paderborn. Es war Teil des Unterwaldischen Distrikts des Hochstifts. Im Amt lebten zum Ausgang des 18. Jahrhunderts etwa 3000 Menschen an 566 Feuerstellen. An seiner Spitze stand ein adeliger Drost, im 18. Jahrhundert Caspar Moritz von Haxthausen und von 1787 bis 1802 sein Sohn Werner Adolph von Haxthausen.
Das Amt umfasste die Stadt Lichtenau sowie die Orte Asseln, Ebbinghausen, Grundsteinheim, Hakenberg, Holtheim und Iggenhausen.

### Der Kanton Lichtenau
Nachdem das Gebiet des Hochstifts 1807 an das Königreich Westphalen gefallen war, wurden neue Verwaltungsstrukturen nach französischem Vorbild geschaffen; meistens ohne Berücksichtigung historischer Gebietsgrenzen. Zum Kanton Lichtenau gehörten die Städte Kleinenberg und Lichtenau sowie die Gemeinden Asseln, Ebbinghausen, Grundsteinheim, Hakenberg, Herbram, Holtheim und Iggenhausen. Im Jahre 1810 hatte der Kanton Lichtenau 3979 Einwohner. Der Kanton gehörte zum Distrikt Paderborn im Departement der Fulda des Königreichs und fiel 1813 an Preußen. 1816 wurden der Kanton dem neuen Kreis Büren zugeschlagen und bestand in diesem als Verwaltungsbezirk fort. Auch in den Folgejahren wurde der Verwaltungsbezirk manchmal noch als Kanton bezeichnet.

## Das Amt Lichtenau im Kreis Büren
Im Rahmen der Einführung der westfälischen Landgemeinde-Ordnung von 1841 wurden aus den unterhalb der Kreisebene bestehenden Verwaltungsbezirken, sofern es sich nicht um Städte gemäß der revidierten Städteordnung handelte, Ämter gebildet. Im Kreis Büren wurde dadurch aus dem Kanton Lichtenau das Amt Lichtenau. Zum Amt gehörten alle Gemeinden des alten Kantons Lichtenau. Die folgenden Daten stammen vom 31. Dezember 1973:
1. Asseln: 377 E, 11 km², 328 m ü. NN
2. Ebbinghausen: 150 E, 4 km², 207 m ü. NN
3. Grundsteinheim: 378 E, 10 km², 240 m ü. NN
4. Hakenberg: 241 E, 8 km², 363 m ü. NN
5. Herbram: 877 E, 17 km², 277 m ü. NN
6. Holtheim: 825 E, 16 km², 336 m ü. NN
7. Iggenhausen: 161 E, 5 km², 270 m ü. NN
8. Kleinenberg, Stadt: 1.227 E, 24 km², 335 m ü. NN
9. Lichtenau, Stadt: 1.581 E, 33 km², 305 m ü. NN

Durch das Sauerland/Paderborn-Gesetz wurde das Amt zum 31. Dezember 1974 aufgelöst. Alle Gemeinden wurden Stadtteile der vergrößerten Stadt Lichtenau.

## Einwohnerentwicklung
| Jahr | Einwohner | Quelle |
| ---- | --------- | ------ |
| 1818 | 4217      | [ 9 ]  |
| 1843 | 5595      | [ 9 ]  |
| 1871 | 4842      | [ 9 ]  |
| 1910 | 4574      | [ 10 ] |
| 1939 | 4554      | [ 11 ] |
| 1950 | 6397      | [ 12 ] |
| 1961 | 5540      | [ 12 ] |
| 1970 | 5786      | [ 12 ] |